# ルイ・ナポレオン (ナポレオン公)
ルイ・ナポレオン・ボナパルト（フランス語: Louis Napoléon Bonaparte, 1914年1月23日 - 1997年5月3日）は、ボナパルト家の家長で、ナポレオン公。ナポレオン6世（フランス語: Napoléon VI）として知られ、1926年からその死までフランス帝位の請求者であった。
ナポレオン・ボナパルトの曽姪孫（弟のひ孫）にあたる。

## 生涯

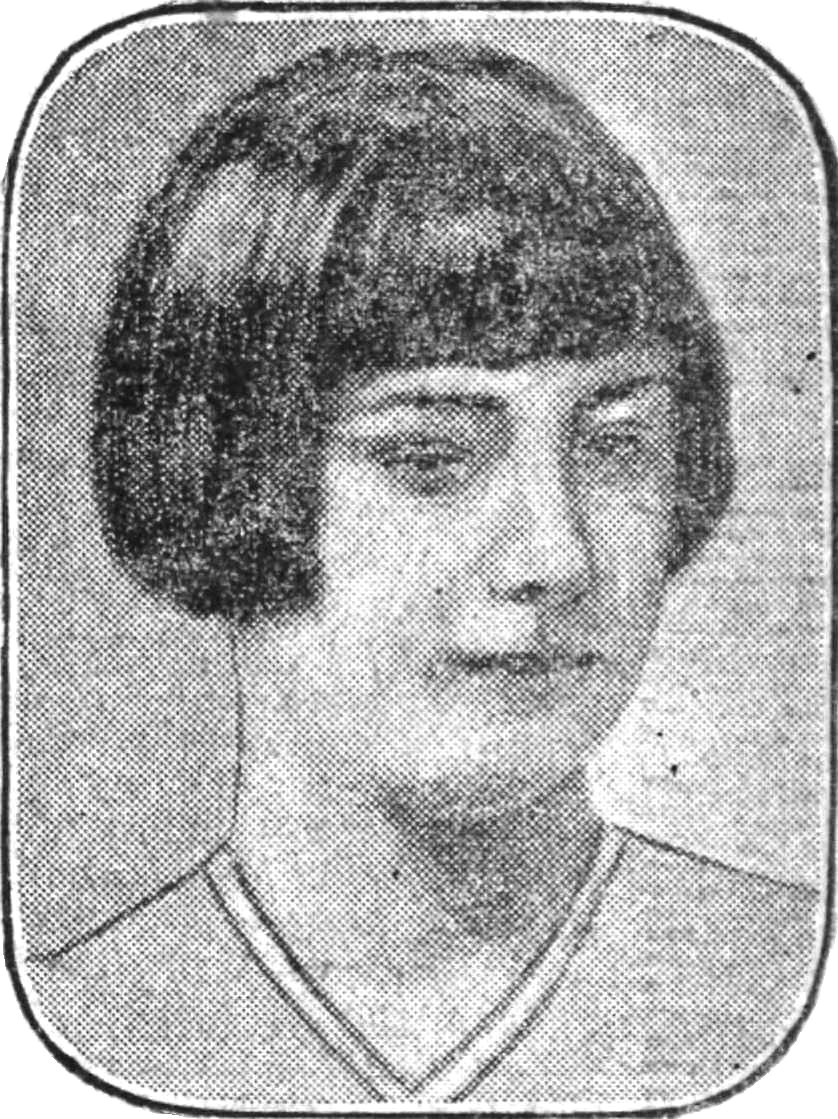
ルイ・ジェローム・ナポレオン（1926年）

ナポレオン公ナポレオン・ヴィクトル・ボナパルトの唯一の息子（第2子）としてブリュッセルで生まれる。母はベルギー王女クレマンティーヌ（レオポルド2世の三女）である。
1926年に父が死去すると、12歳でボナパルト家の家長となった。
1939年9月3日、フランスがドイツに宣戦布告して第二次世界大戦が勃発すると、ルイはフランス軍に志願するため、軍に入隊したい旨をダラディエ首相に手紙で打診したものの、軍への入隊を断られた。仕方なくルイは「ルイ・ブランシャール（フランス語: Louis Blanchard）」という偽名でフランス外人部隊に入隊し、北アフリカの植民地で勤務していたが、翌1940年にフランスが、侵攻してきたドイツとの間で休戦協定に調印すると、ルイがいた外人部隊は1941年に解散した。
外人部隊解散後、ルイはシャルル・ド・ゴール率いる自由フランス軍に参加するため、イギリスに向かおうとするがドイツ軍に逮捕される。釈放後も「ルイ・モニエ（フランス語: Louis Monnier）」の偽名を使ってレジスタンス組織「軍事抵抗組織」（ORA）に加わり、レジスタンス運動に参加している。1944年7月、ルイの所属していたORAのシャルル・マルテル旅団に同じく参加していた族弟のジョアシャン・ミュラ7世を戦闘で失い、8月28日には同旅団の一群がドイツ軍の攻撃を受け、ルイ以外のメンバーは全員戦死した。負傷したものの一命を取り留めたルイは、怪我から回復するとフランス軍の山岳師団に志願し、その師団で終戦を迎えた。後にフランス政府からその功績を讃えられ、勲章を授与されている。

## 家族

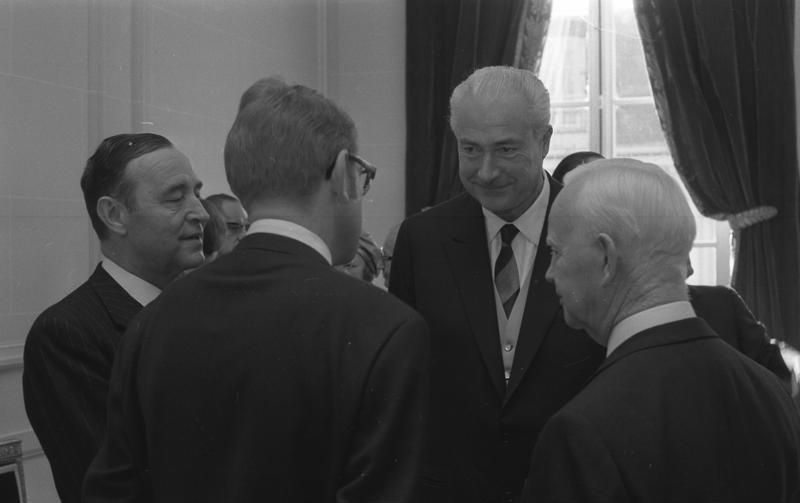
パリのドイツ大使館に主賓として招かれたルイ・ナポレオン（1968年・右から2人目）ルイ・ナポレオンとアリックス夫人

1949年8月16日にアリックス・ド・フォレスタと結婚し、2男2女を儲けた。上の2人は双子の兄妹である。
- シャルル・マリー・ジェローム・ヴィクトル（1950年10月19日 - ） - ボナパルト家家長
- カトリーヌ・エリザベート（1950年10月19日 - ）
- ロール・クレマンティーヌ（1952年10月08日 - ）
- ジェローム・グザヴィエ（英語版）（1957年01月14日 - ）

1997年にプランジャンで死去した時、ルイは遺言で長男シャルル・ナポレオンを差し置いて孫（シャルル・ナポレオンの子）のジャン・クリストフ・ナポレオンを後継者に指名していた。このため現在、ボナパルト家の家長の座は両者の間で競合状態にある。